# Kerékpármegosztó rendszer

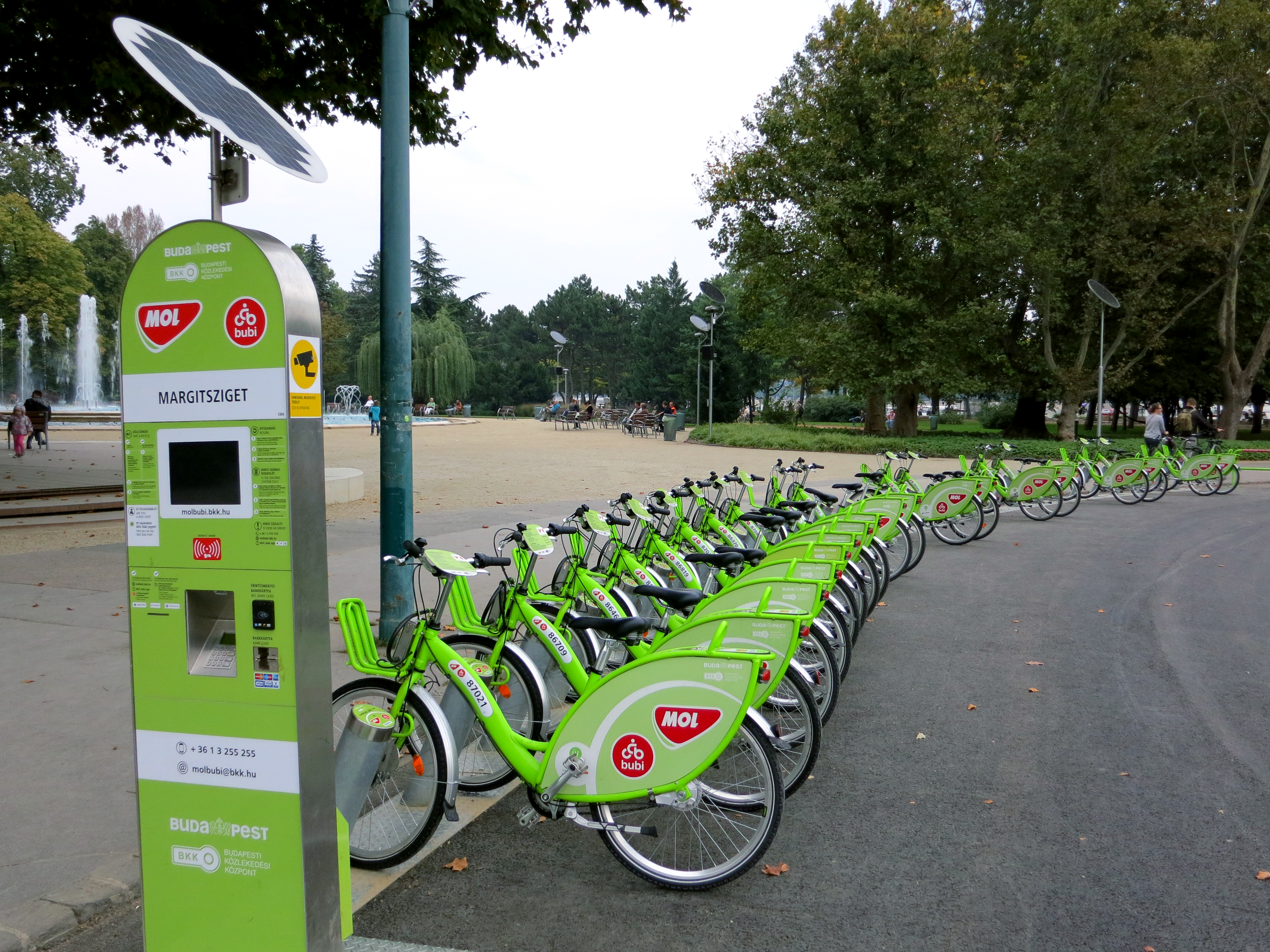
A budapesti MOL Bubi közbringarendszer kerékpár-gyűjtőállomása a Margitszigeten

A kerékpármegosztó rendszer (hétköznapi nevén közbringarendszer, szaknyelven kerékpáros közösségi közlekedési rendszer, KKKR) közösségi közlekedési szolgáltatás, mely környezetkímélő és a fenntartható gazdasággal összhangban álló közlekedési alternatívát ad például az egyéni gépjármű-közlekedéssel szemben. A rendszer lehetővé teszi kerékpárok rövidtávú, jellemzően egy óránál rövidebb ideig tartó bérlését, melyet a felhasználók gyűjtőállomásokon kölcsönözhetnek és adhatnak le.

## Jellemzői

### Általános jellemzők
A közbringarendszerek kialakítását jellemzően nagyvárosok közlekedésének javítására kezdeményezik (például Budapesten), de van példa az elsősorban turisztikai célú létesítésre is (például Hévízen).
A célja általában a környezetkímélő közlekedési módok iránti kereslet növelése, ami a városi tér élhetőbbé válásához vezethet, illetve alternatívaként szolgálhatnak a motorizált közlekedési eszközökre. A közbringarendszerek lehetőséget adnak a kerékpárral nem rendelkezőknek is, hogy kipróbálhassák ezt a közlekedési módot, akár más módokkal, például tömegközlekedéssel kombinálva.

### Műszaki megvalósítás

#### Dokkolóállomások
A kerékpárok a rendszer lefedettségi területén belül gyűjtőállomásokon várakoznak, bérlésükre is itt van lehetőség. Egyes közbringarendszerek esetén a gyűjtőállomásokat olyan terminállal látják el, ahol összetettebb műveletek, például jegy- és bérletvásárlás is lehetséges.

#### Kerékpárok
A közbringarendszerek jellemző eleme, hogy a kölcsönözhető kerékpárok megjelenése és műszaki megvalósítása egyedi. Ennek a célja a lopás és a vandalizmus megelőzése.

#### Informatikai háttér
A kölcsönzés menetét felügyelő informatikai rendszer megvalósítása az összetettségét tekintve igen sokféle lehet. Egyes közbringarendszerek járművei fedélzeti számítógéppel vannak ellátva, illetve a kerékpárok általában GPS nyomkövetést lehetővé tevő eszközökkel is fel vannak szerelve. A gyűjtőállomásokon gyakran olyan terminálokat helyeznek el, melyek lehetővé teszik a kölcsönzést, jegyvásárlást stb. A rendszerek továbbá olyan összetett elemekkel is rendelkezhetnek, mint vészleadási funkciók, mobiltelefonos kölcsönzés, illetve az állomások foglaltságának ellenőrzésére és más feladatokra készített okostelefon-alkalmazás stb.

### Kölcsönzési módok
A kölcsönzés az adott hálózat rendeltetésétől függően sokféle lehet. A városi közbringarendszerek jellemzően olyan rendszert üzemeltetnek, ahol egy hozzáférési díj és egy használati díj fizetendő. A hozzáférési díj néhány napra érvényes jegyek illetve hosszú távra kiváltott bérletek formájában fizethető. Egyes esetekben a tömegközlekedési bérlettel rendelkezők kedvezményt kapnak, ugyanis a közbringarendszerek a tömegközlekedés kiegészítői. Más városokban előfordul, hogy a közbringarendszer ingyenes, csak regisztrációhoz kötött. Ilyen volt a Koppenhágai.
Más rendszerek, például a vállalatokhoz, egyetemekhez tartozók bérlése ettől eltérhet. Az ilyen rendszerek felhasználói körét jellemzően a cég dolgozóira illetve az intézmény hallgatóira szűkítik. A szállásadókhoz, hotelekhez tartozó kerékpármegosztó rendszerek kölcsönzése a turisztikai célú kerékpárkölcsönzés menetéhez hasonló.

## Története

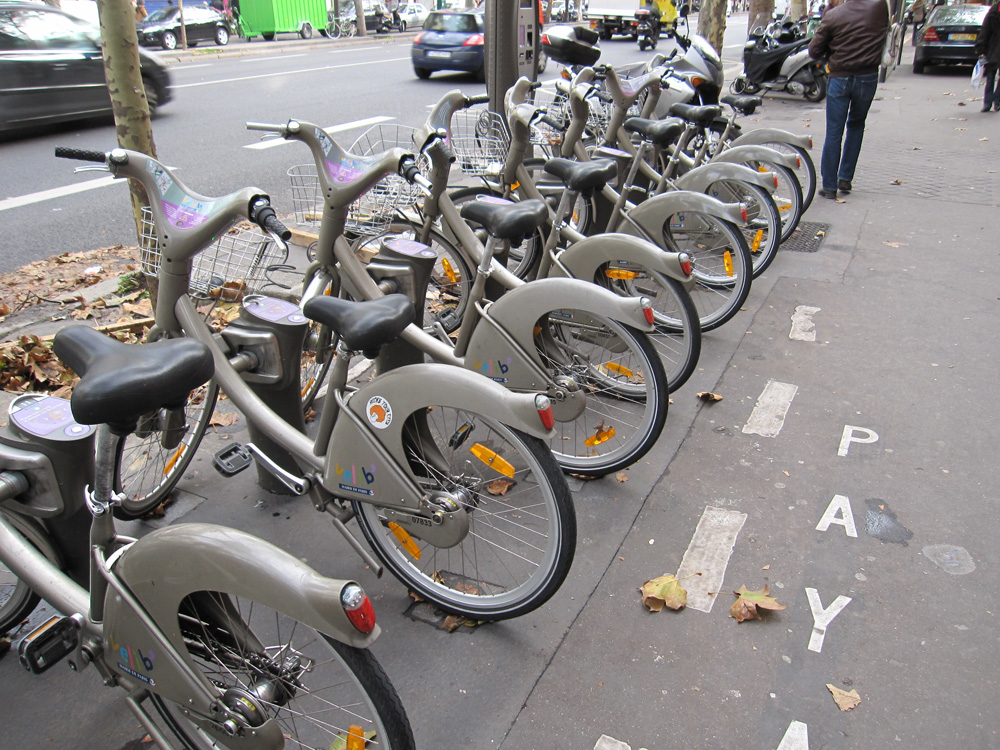
Európa legnagyobb kerékpármegosztó rendszere a francia Vélib' Párizsban

Az első kerékpármegosztó rendszer 1965-ben jött létre, de széles körű elterjedése a 2000-es években Európában volt jellemző. Ez részben az informatikai és technológiai fejlődés eredménye, de az ilyen rendszerek elterjedésében nagy szerepe van az élhetőbb lakókörnyezet és így a fenntartható fejlődéssel összhangban álló és környezetkímélőbb közlekedési módok iránti igénynek is. 2014-re a világ 50 országának 712 városában működtek már közbringarendszerek.
Később Európán kívül is sok városban alakítottak ki közbringarendszert. Sőt, 2011-re a világ két legnagyobb ilyen hálózatát a kínai Vuhan és Hangcsou városokban üzemeltetik, rendre 90000 illetve 60000 kölcsönözhető kerékpárral. Kínán kívül a világ legnagyobb kerékpármegosztó rendszere a Párizsban működő Vélib' 14500 kerékpárral. A legtöbb közbringarendszert üzemeltető országok ugyanebben az évben Spanyolország (132), Olaszország (104), és Kína (79), az egy lakosra eső kerékpárok számában pedig a párizsi Vélib' (97 lakos/kerékpár) és a lyoni Vélo'v (121 lakos/kerékpár) világelső.

## Közbringarendszerek Magyarországon

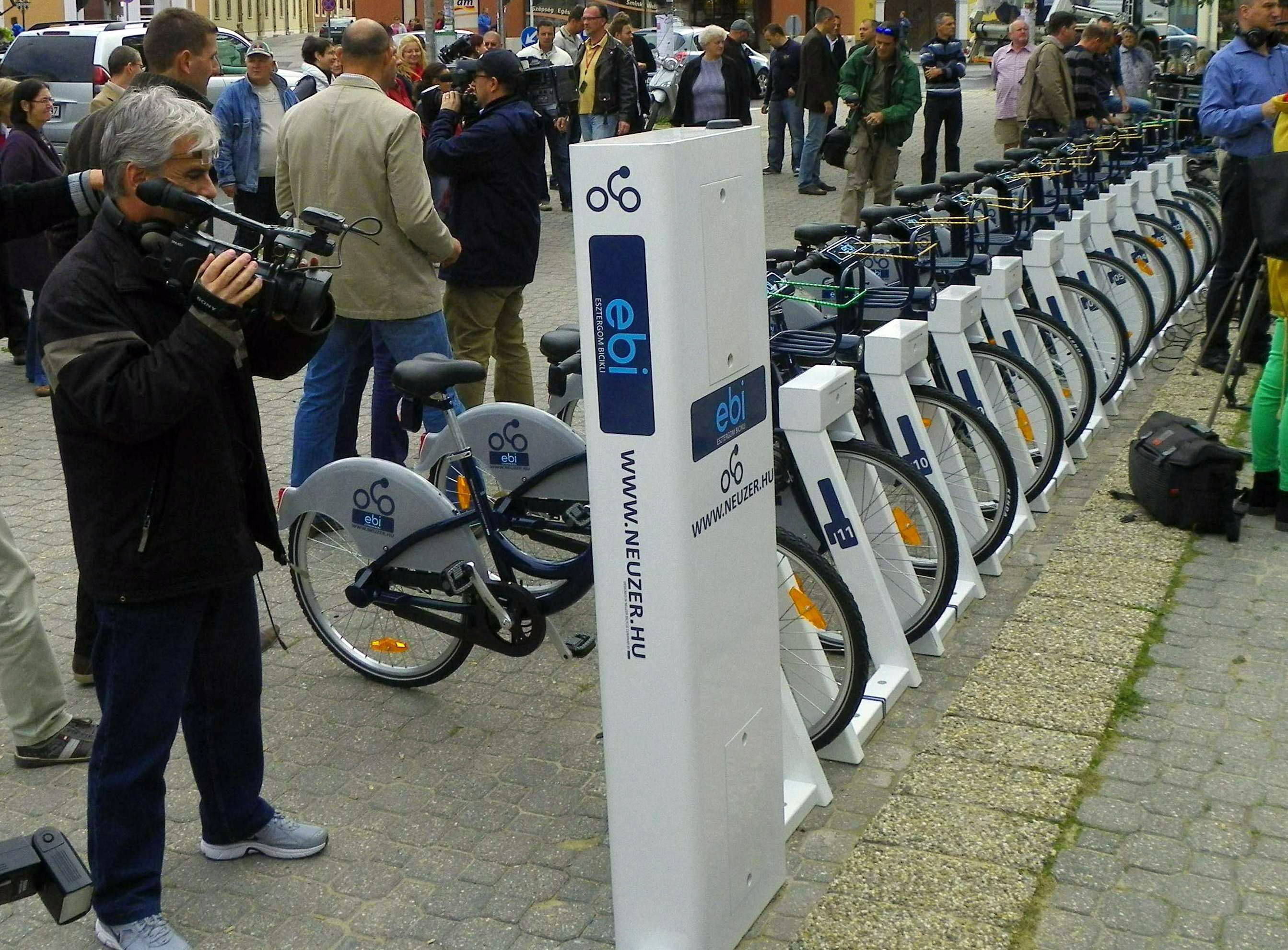
Az esztergomi EBI közbringarendszer átadása 2013-ban

| Név                                | Település            | Átadás ideje         | A megosztás jellege | Kerékpárok száma | Gyűjtőállomások száma | Forrás                                                                              |
| ---------------------------------- | -------------------- | -------------------- | ------------------- | ---------------- | --------------------- | ----------------------------------------------------------------------------------- |
| Telebike                           | Budapest             | 2013. május 24.      | vállalati           | 40               | 4                     | [ 10 ]                                                                              |
| Mária Valéria Bike (Korábban: EBI) | Esztergom és Párkány | 2013. szeptember 20. | városi              |                  | 20                    | [ 11 ]                                                                              |
| HeBi                               | Hévíz                | 2014. április        | városi              | 35               | 4                     | [ 12 ]                                                                              |
| CityBike                           | Szeged               | 2013. november       | városi              |                  | 9                     | [ 13 ]                                                                              |
| MOL Bubi                           | Budapest             | 2014. szeptember 8.  | városi              | 1526             | 126                   | [ 14 ]                                                                              |
| GyőrBike                           | Győr                 | 2015. szeptember 7.  | városi              | 208              | 35                    | [ 15 ]                                                                              |
| Kaposvári Tekergő                  | Kaposvár             | 2015. október 27.    | városi              | 26               | 4                     | [ 16 ]                                                                              |
| KanizsaBike                        | Nagykanizsa          | 2016. Május 1.       | Városi              | 80               | 12                    | https://kanizsabike.hu Archiválva 2020. október 29-i dátummal a Wayback Machine-ben |
| UniBike                            | Debrecen             | 2016. március 30.    | egyetemi            | 90               | 7                     | [ 17 ]                                                                              |
| Donkey Republic                    | Budapest             |                      | városi              |                  |                       | https://www.donkey.bike/cities/bike-rental-budapest/                                |